# Национальный музей-заповедник украинского гончарства в Опошне
Национальный музей-заповедник украинского гончарства в Опошне (укр. Національний музей-заповідник українського гончарства в Опішному) — научно-исследовательский и культурно-образовательное учреждение, целью которого является сохранением и популяризация гончарной наследия Украины.

## История
11 марта 1986 в Опошне, по поручению Совета министров УССР, основан музей гончарства. Через три года принято правительственное постановление о формировании на его базе Государственного музея-заповедника украинского гончарства — научно-исследовательского и культурно-образовательного учреждения.
В 1992 году на базе музея создано издательство «Украинская Народоведение», в 1993 году — Национальный архив украинского гончарства, в 1995 году открыт Научно-исследовательский центр музея-заповедника. В 2000 году на базе Научно-исследовательского центра украинского гончарства создан Институт керамологии — отделение Института народоведения НАН Украины.
В 2001 году по указу Президента Украины Леонида Кучмы музей получил статус национального.

## Деятельность
Деятельность музея-заповедника направлена на сбор полевых материалов, формирования коллекций, научное изучение и популяризацию украинского гончарства. В музее сформировался многочисленный научный коллектив. Научными сотрудниками разрабатываются 22 научные темы по самым разным проблемам керамики.
Музей поддерживает связи с крупнейшими керамическими музеями США, Франции, Великобритании, Испании, Португалии, Нидерландов, Германии, Бельгии, Италии, Швейцарии и других стран, Международной академией керамики в Женеве, Европейским центром мировой керамики в Хертогенбосе.

## Структура
- Центр исследований украинского гончарства — проводит научные экспедиции по Украине с целью изучения гончарства.
- Национальный архив украинского гончарства — занимается поиском и сохранением письменных документов, связанных с историей гончарства.
- Гончарная библиотека Украины — специализированная библиотека по проблемам украинского и мирового гончарства.
- Аудиовизуальная студия украинского гончарства — создает фото- и видеоматериалы производственных процессов, связанных с гончарством, обычаев и обрядов гончаров.
- Центр специальных методов исследования керамики — проводит палеоэтнографичные и физико-химические анализы керамики.
- Национальная галерея украинской монументальной скульптуры — размещена на территории Научно-исследовательского центра украинского гончарства с 1997 года. Основу составляют произведения монументальной керамики.
- Мемориальный музей-усадьба гончарки Александры Селюченко
- Мемориальный музей-усадьба семьи Пошивайло
- Мемориальный музей-усадьба философа и коллекционера опишненской керамики Леонида Сморжа
- Музей художественной семьи Кричевских
- Издательство «Украинское Народоведение»